# Romeo Bertini

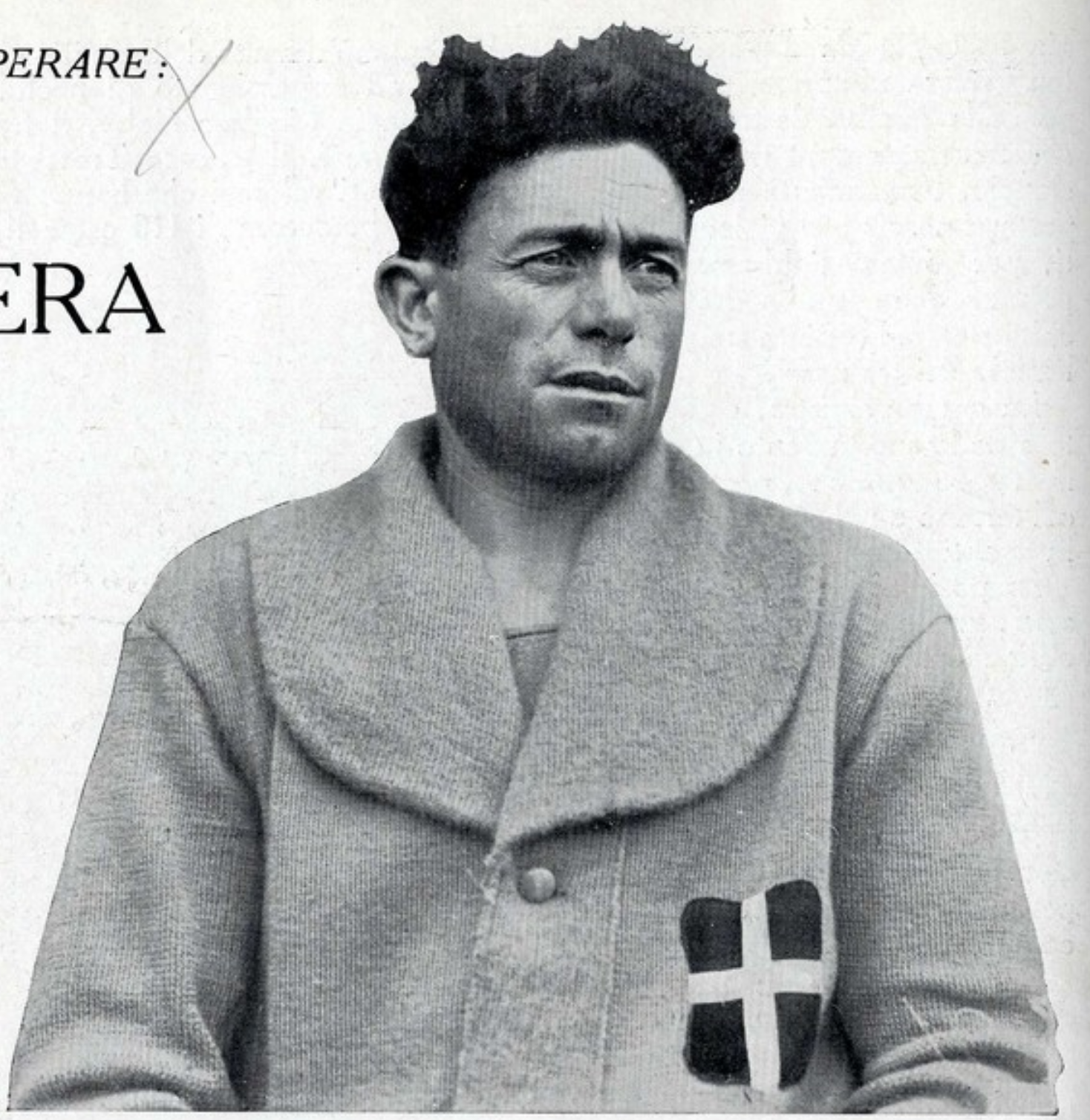
Romeo Bertini (1920er Jahre)

Romeo Bertini (* 21. April 1893 in Gessate, Mailand; † 29. August 1973 in Mailand) war ein italienischer Leichtathlet, der Mitte der 1920er Jahre als Marathonläufer erfolgreich war. Er startete für den SC Agamennone in Mailand.
Folgende Platzierungen sind nachgewiesen:
- 1924, 14. September, in Florenz: SIEGER in 3:00:38,6 h
- 1924, 26. Oktober, in Turin: SIEGER in 2:49:55,4 h
- 1925, 13. September, in Venedig: Platz 5 in 3:04:46 h
- 1925, 18. Oktober, in Turin: Platz 3 in 3:00:24,6 h
- 1926, 26. September, in Mailand: Platz 4 in 2:52:45 h
- 1927, 16. Oktober, in Turin: Platz 12 in 3:14:20 h

Darüber hinaus nahm er an den Olympischen Spielen 1924 in Paris teil. Dort mussten von 58 gestarteten Läufern nicht weniger als 28 das Rennen wegen der großen Hitze vorzeitig beenden, darunter auf italienischer Seite Alberto Cavallero, Angelo Malvicini, Ernesto Alciati und Ettore Blasi. Nur Tullio Biscuola und Romeo Bertini kamen ins Ziel. Biscuola wurde 22., während Bertini im Sog des überlegenen Siegers Albin Stenroos aus Finnland (Gold in 2:41:22,6 h) persönliche Bestzeit erzielte. Mit 2:47:19,6 h hatte er zwar fast sechs Minuten Rückstand, lief jedoch einer ungefährdeten Silbermedaille entgegen, da der Drittplatzierte, der US-Amerikaner Clarence DeMar, auf 2:48:14,0 h kam.
Vier Jahre später, bei den Olympischen Spielen 1928 in Amsterdam, nahm er einen weiteren Anlauf, konnte das Rennen jedoch nicht beenden.
In Bertinis Heimatstadt Gessate trägt ein Sportpalast seinen Namen.